# Svenska koloniseringen av Amerika
Svenska koloniseringen av Amerika bestod av en bosättning under 1600-talet runt Delawarefloden i nuvarande Delaware, New Jersey, Pennsylvania, och Maryland, samt av förvaltande av två öar i Karibien under 1700- och 1800-talet. Denna kolonisering ska inte sammanblandas med den senare emigrationen från Sverige till Nordamerika.

## Nya Sverige
- Nya Sverige (1638-1655)  var under sjutton år en koloni belägen i Delaware men med tillhörande andra bosättningar såsom New Stockholm och Swedesboro i New Jersey. Kolonin erövrades av holländarna, som såg närvaron av svenska kolonisatörer i Nordamerika som ett hot mot sina intressen i den egna kolonin Nya Nederländerna. De svenska utvandrarna stannade kvar i kolonin. Fram till 1809 utgjorde Finland den östra tredjedelen av Sverige, och en del av de svenska bosättarna i Nya Sverige hade finska som sitt modersmål och kom från det som idag är Finland. Till 300-årsminnet av Nya Sveriges grundande 1938 avtäcktes Delawaremonumentet, skapat av skulptören Carl Milles, i Wilmington.

## Saint-Barthélemy
- Saint-Barthélemy (1785-1878) drevs som en frihamn. Sverige övertog ön från Frankrike och såldes även tillbaka dit. Någon egentlig kolonisering — större utvandring — tycktes inte ha skett från Sverige till Saint Barthélemy. Invånarna betraktade sig själva som fransmän, befolkningen talade franska förutom ett mindre antal svenska administratörer och handelsmän, lokala lagar skrevs på franska eller engelska. Huvudstaden Gustavia har dock behållit sitt svenska namn samt vissa gator.

## Guadeloupe
- Ön Guadeloupe var under fjorton månader åren 1813-1814 i svensk ägo, som en konsekvens av Napoleonkrigen.

## Essequibo
Under 1700-talet försökte svenskar kolonisera Essequibo-regionen mellan floderna Orinoco och Barima i nuvarande Barima-Waini i Guyana.